# Antipodia dactyliota
Antipodia dactyliota là một loài bướm ngày thuộc họ Hesperiidae. Loài này có ở Tây Úc.
Sải cánh dài khoảng 30 mm.
Ấu trùng ăn Gahnia lanigera.

## Phụ loài
- Antipodia dactyliota anaces
- Antipodia dactyliota anapus
- Antipodia dactyliota nila